# Dan Majerle
Daniel Lewis Majerle, detto Dan (Traverse City, 9 settembre 1965), è un ex cestista e allenatore di pallacanestro statunitense, professionista nella NBA.

## Carriera
È stato selezionato dai Phoenix Suns al primo giro del Draft NBA 1988 (14ª scelta assoluta).
Con gli Stati Uniti ha disputato i Giochi olimpici di Seul 1988 e i Campionati mondiali del 1994.

## Statistiche

### NCAA
| Anno      | Squadra       | PG | PT | MP   | TC%  | 3P%  | TL%  | RP   | AP  | PRP | SP  | PP   |
| --------- | ------------- | -- | -- | ---- | ---- | ---- | ---- | ---- | --- | --- | --- | ---- |
| 1984-1985 | CMU Chippewas | 12 | -  | 30,0 | 56,8 | -    | 58,2 | 6,7  | 2,0 | 1,1 | 0,8 | 18,6 |
| 1985-1986 | CMU Chippewas | 27 | -  | 37,1 | 52,7 | -    | 71,8 | 7,9  | 1,9 | 1,9 | 0,8 | 21,4 |
| 1986-1987 | CMU Chippewas | 23 | -  | 35,8 | 55,5 | 25,0 | 55,2 | 8,5  | 2,3 | 2,1 | 1,5 | 21,1 |
| 1987-1988 | CMU Chippewas | 32 | -  | 37,4 | 52,1 | 44,6 | 64,5 | 10,8 | 2,5 | 1,5 | 0,9 | 23,7 |
| Carriera  | Carriera      | 94 | -  | 36,0 | 53,6 | 43,1 | 63,1 | 8,9  | 2,2 | 1,7 | 1,0 | 21,8 |

### NBA

#### Regular season
| Anno      | Squadra             | PG  | PT  | MP   | TC%  | 3P%  | TL%  | RP  | AP  | PRP | SP  | PP   |
| --------- | ------------------- | --- | --- | ---- | ---- | ---- | ---- | --- | --- | --- | --- | ---- |
| 1988-1989 | Phoenix Suns        | 54  | 5   | 25,1 | 41,9 | 32,9 | 61,4 | 3,9 | 2,4 | 1,2 | 0,3 | 8,6  |
| 1989-1990 | Phoenix Suns        | 73  | 23  | 30,7 | 42,4 | 23,8 | 76,2 | 5,9 | 2,6 | 1,4 | 0,4 | 11,1 |
| 1990-1991 | Phoenix Suns        | 77  | 7   | 29,6 | 48,4 | 34,9 | 76,2 | 5,4 | 2,8 | 1,4 | 0,5 | 13,6 |
| 1991-1992 | Phoenix Suns        | 82  | 15  | 34,8 | 47,8 | 38,2 | 75,6 | 5,9 | 3,3 | 1,6 | 0,5 | 17,3 |
| 1992-1993 | Phoenix Suns        | 82  | 82  | 39,0 | 46,4 | 38,1 | 77,8 | 4,7 | 3,8 | 1,7 | 0,4 | 16,9 |
| 1993-1994 | Phoenix Suns        | 80  | 76  | 40,1 | 41,8 | 38,2 | 73,9 | 4,4 | 3,4 | 1,6 | 0,5 | 16,5 |
| 1994-1995 | Phoenix Suns        | 82  | 46  | 37,7 | 42,5 | 36,3 | 73,0 | 4,6 | 4,1 | 1,2 | 0,5 | 15,6 |
| 1995-1996 | Cleveland Cavaliers | 82  | 15  | 28,9 | 40,5 | 35,3 | 71,0 | 3,7 | 2,6 | 1,0 | 0,4 | 10,6 |
| 1996-1997 | Miami Heat          | 36  | 26  | 35,1 | 40,6 | 33,8 | 67,8 | 4,5 | 3,2 | 1,5 | 0,4 | 10,8 |
| 1997-1998 | Miami Heat          | 72  | 22  | 26,8 | 41,9 | 37,6 | 78,4 | 3,7 | 2,2 | 0,9 | 0,2 | 7,2  |
| 1998-1999 | Miami Heat          | 48  | 48  | 33,8 | 39,6 | 33,5 | 71,7 | 4,3 | 3,1 | 0,8 | 0,1 | 7,0  |
| 1999-2000 | Miami Heat          | 69  | 69  | 33,4 | 40,3 | 36,2 | 81,2 | 4,8 | 3,0 | 1,3 | 0,2 | 7,3  |
| 2000-2001 | Miami Heat          | 53  | 19  | 24,6 | 33,6 | 31,5 | 81,8 | 3,1 | 1,7 | 1,0 | 0,3 | 5,0  |
| 2001-2002 | Phoenix Suns        | 65  | 1   | 18,2 | 34,3 | 33,6 | 59,0 | 2,7 | 1,4 | 0,7 | 0,2 | 4,6  |
| Carriera  | Carriera            | 955 | 454 | 31,6 | 43,1 | 35,8 | 74,1 | 4,5 | 2,9 | 1,3 | 0,4 | 11,4 |
| All-Star  | All-Star            | 3   | 1   | 19,3 | 42,9 | 33,3 | 75,0 | 5,0 | 2,7 | 0,3 | 0,7 | 10,7 |

#### Play-off
| Anno     | Squadra             | PG  | PT | MP   | TC%  | 3P%  | TL%  | RP  | AP  | PRP | SP  | PP   |
| -------- | ------------------- | --- | -- | ---- | ---- | ---- | ---- | --- | --- | --- | --- | ---- |
| 1989     | Phoenix Suns        | 12  | 0  | 29,3 | 43,8 | 28,6 | 79,2 | 4,8 | 1,2 | 1,1 | 0,3 | 14,3 |
| 1990     | Phoenix Suns        | 16  | 0  | 29,9 | 48,7 | 33,3 | 78,5 | 5,1 | 2,1 | 1,3 | 0,1 | 12,6 |
| 1991     | Phoenix Suns        | 4   | 0  | 27,5 | 37,5 | 36,4 | 73,7 | 3,8 | 1,8 | 1,3 | 0,3 | 10,5 |
| 1992     | Phoenix Suns        | 7   | 0  | 38,0 | 43,2 | 27,3 | 96,2 | 6,3 | 2,9 | 1,4 | 0,0 | 18,6 |
| 1993     | Phoenix Suns        | 24  | 24 | 44,6 | 43,1 | 39,4 | 69,6 | 5,8 | 3,7 | 1,4 | 1,2 | 15,4 |
| 1994     | Phoenix Suns        | 10  | 10 | 41,0 | 36,2 | 33,9 | 68,8 | 4,3 | 2,4 | 1,1 | 0,4 | 12,3 |
| 1995     | Phoenix Suns        | 10  | 0  | 30,7 | 37,0 | 36,4 | 70,6 | 3,1 | 1,7 | 1,4 | 0,3 | 8,2  |
| 1996     | Cleveland Cavaliers | 3   | 0  | 30,3 | 44,4 | 43,5 | 88,9 | 4,0 | 3,0 | 1,3 | 0,7 | 16,7 |
| 1997     | Miami Heat          | 17  | 2  | 29,2 | 39,3 | 33,8 | 67,9 | 4,2 | 2,5 | 1,2 | 0,2 | 8,0  |
| 1998     | Miami Heat          | 2   | 2  | 31,0 | 37,5 | 33,3 | 50,0 | 2,5 | 2,5 | 2,0 | 0,5 | 4,5  |
| 1999     | Miami Heat          | 5   | 5  | 30,4 | 19,2 | 22,7 | 71,4 | 5,8 | 1,2 | 1,0 | 0,4 | 4,0  |
| 2000     | Miami Heat          | 10  | 10 | 37,2 | 42,3 | 40,0 | 71,4 | 7,0 | 3,2 | 2,1 | 0,2 | 9,0  |
| 2001     | Miami Heat          | 3   | 0  | 23,7 | 31,3 | 28,6 | 50,0 | 3,3 | 1,7 | 1,0 | 0,0 | 5,3  |
| Carriera | Carriera            | 123 | 53 | 34,5 | 41,6 | 35,3 | 75,3 | 5,0 | 2,5 | 1,3 | 0,4 | 11,7 |

#### Massimi in carriera
- Massimo di punti: 37 vs Charlotte Hornets (29 novembre 1991)[1]
- Massimo di rimbalzi: 15 vs Miami Heat (6 novembre 1994)
- Massimo di assist: 13 vs Denver Nuggets (10 novembre 1990)
- Massimo di palle rubate: 6 (4 volte)
- Massimo di stoppate: 5 vs Chicago Bulls (11 giugno 1993)
- Massimo di minuti giocati: 59 vs Chicago Bulls (13 giugno 1993)

## Palmarès
- 2 volte NBA All-Defensive Second Team (1991, 1993)
- 3 volte NBA All-Star (1992, 1993, 1995)